# Auguste Karoline von Braunschweig-Wolfenbüttel

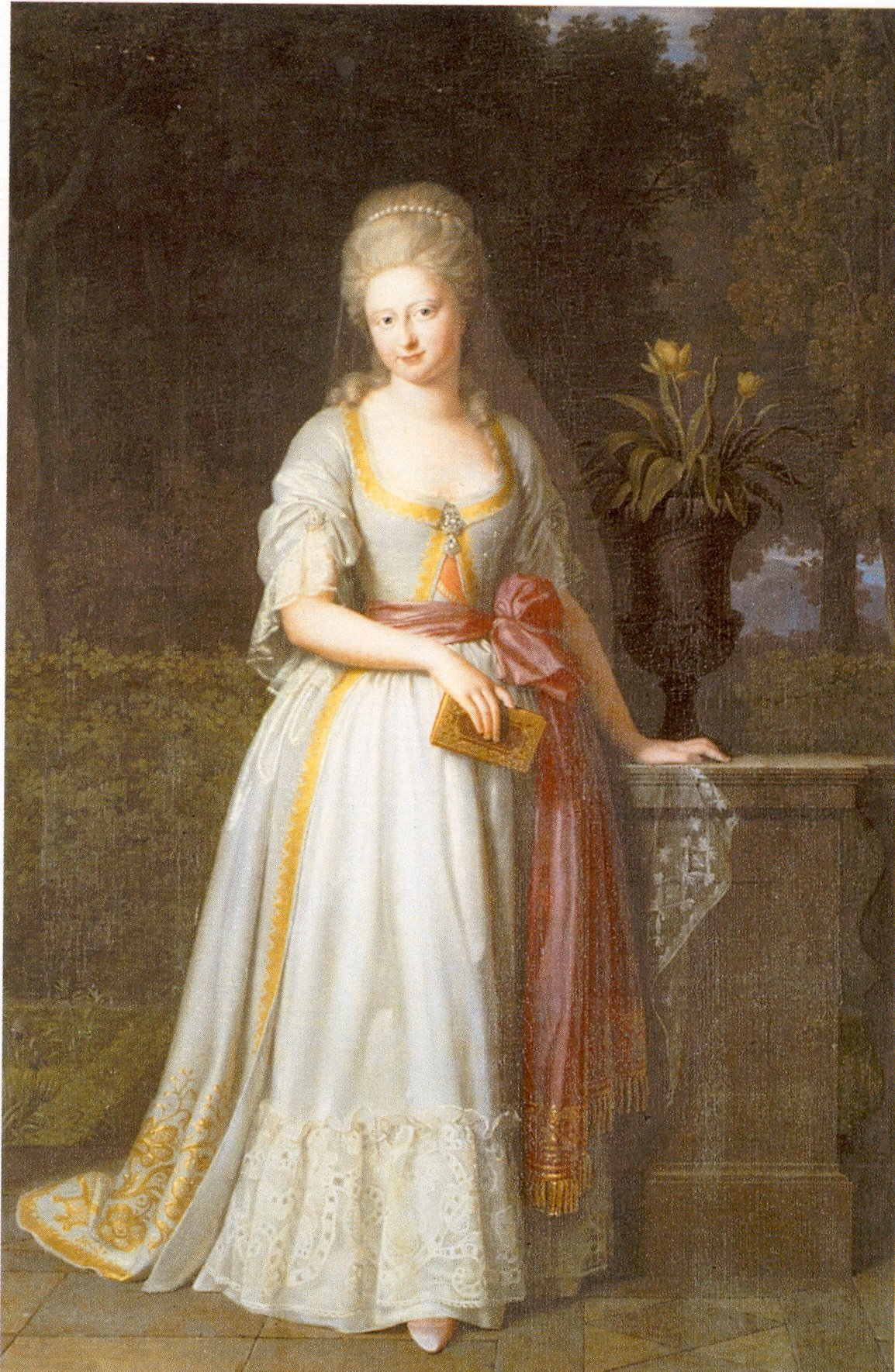
Auguste Karoline von Braunschweig-Wolfenbüttel

Wappen von Auguste Karoline

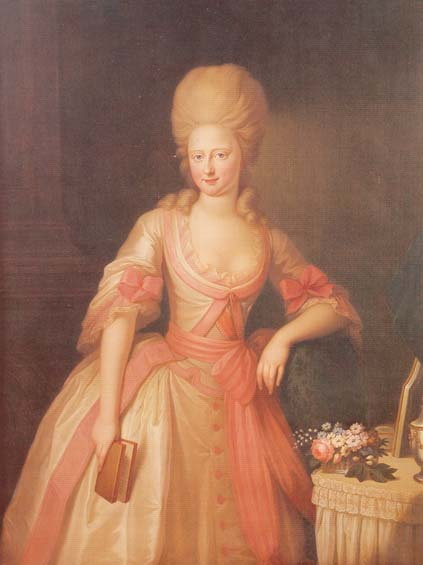
Zeitgenössisches Porträt eines unbekannten Malers

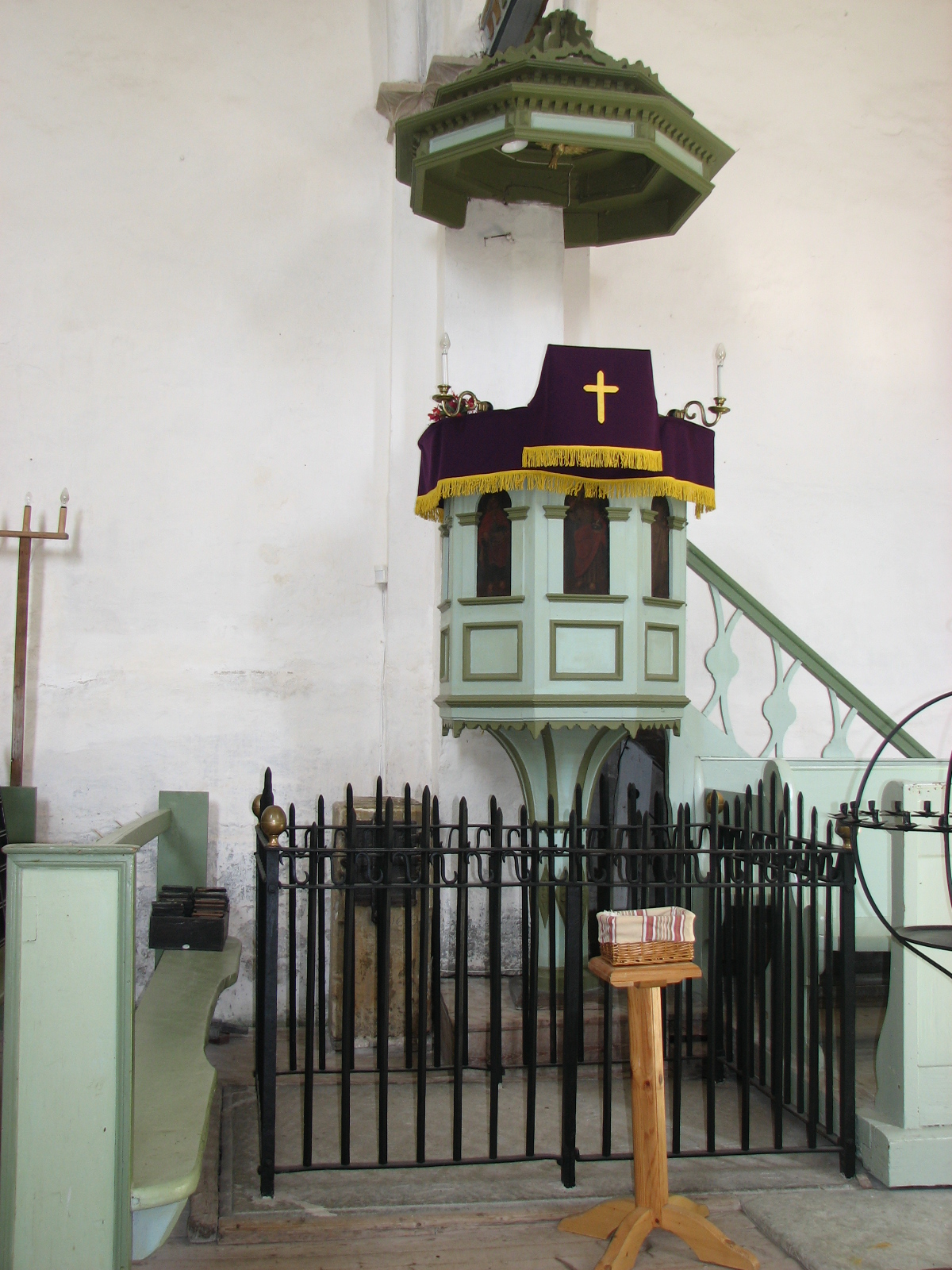
Grab von Augusta in der Kullamaa-Kirche.

Prinzessin Auguste Karoline von Braunschweig-Wolfenbüttel, vollständiger Name Auguste Karoline Friederike Luise von Braunschweig-Wolfenbüttel (* 3. Dezember 1764 in Braunschweig; † 27. September 1788 in Koluvere/Estland) war ein Mitglied des Hauses Braunschweig-Lüneburg (Welfen) und durch Heirat Prinzessin von Württemberg.

## Leben
Auguste Karoline war die älteste Tochter von Herzog Karl Wilhelm Ferdinand von Braunschweig-Wolfenbüttel (1735–1806) und dessen Frau Prinzessin Augusta von Hannover (1737–1813), Tochter von Friedrich Ludwig von Hannover, Prince of Wales, und Prinzessin Augusta von Sachsen-Gotha-Altenburg. Sie war somit eine Nichte von König Georg III. von Großbritannien und Irland.
Am 11. Oktober 1780 heiratete Prinzessin Auguste Karoline in Braunschweig den Prinzen und späteren König Friedrich Wilhelm Karl von Württemberg (1754–1816), den ältesten Sohn des Herzogs Friedrich Eugen und der Prinzessin Friederike Dorothea Sophia von Brandenburg-Schwedt.
Die Ehe zwischen Friedrich und Auguste Karoline war von Beginn an belastet. Die damals 16-Jährige war in ihrer kindlichen Verspieltheit dem zehn Jahre älteren Gatten weit unterlegen. Dieser war ihr intellektuell voraus, und bis zur Rechthaberei selbstbewusst. 1781, bereits schwanger, wollte sie sich trennen, wurde aber von ihrem Vater bedrängt, bei ihrem Mann zu bleiben. 1783 zog die Familie in das Großfürstentum Finnland, da Kaiserin Katharina II. Friedrich dort als Generalgouverneur einsetzte. In Russland verstärkte sich der Gegensatz und es kam sogar zu Gewalt.
Auguste Karoline gewann die Gunst der Zarin, die ihr im Jahr 1783 den Katharinenorden verlieh. Sie verbrachte die meiste Zeit im Umfeld des Zarenhofes in einem Haus, das die Zarin ihr geschenkt hatte, und begab sich nur selten nach Wiborg, wo ihr Gemahl residierte. In den Jahren 1781 bis 1785 brachte sie vier Kinder zur Welt. Im Dezember 1786 warf sie sich nach einer Schauspielaufführung hilfesuchend vor Zarin Katharina II. Diese, der die Situation bekannt war, zögerte nicht, nahm Auguste Karoline in ihre Obhut und verwies Friedrich des Landes. Auguste wurde in die Obhut des sechzigjährigen verabschiedeten Hofjägermeisters Reinhold Wilhelm von Pohlmann (1727–1795) auf Schloss Lode gebracht; dieser missbrauchte möglicherweise dieses Vertrauen. Auguste Karoline verstarb am 16. September 1788 nach einer Fehlgeburt, weil ihr zur Vertuschung der Schwangerschaft jegliche ärztliche Hilfe verweigert worden war. Sie liegt heute in der Kirche von Kullamaa begraben.
Aus der Ehe gingen vier Kinder hervor:
- Wilhelm Friedrich Karl (1781–1864), König von Württemberg

⚭ 1816 Großfürstin Katharina Pawlowna (1788–1819)
- Friederike Katharina Sophie Dorothea (1783–1835)

⚭ 1807 Jérôme Bonaparte (1784–1860)
- Augusta Sophia Dorothea Maria (1783–1784)
- Paul Friedrich Karl August (1785–1852)

⚭ 1805 Prinzessin Charlotte von Sachsen-Hildburghausen (1787–1847)